# 인간폐지
《인간폐지》(The Abolition of Man)는 C.S.루이스가 1943년 2월 더럼 대학교에서 강연한 내용을 옥스퍼드 대학교 출판부에서 출판한 책이다. 이 세상에 절대 가치라는 것은 없다는 상대주의에 대해서 문제제기를 하고 있다. 국어판은 홍성사에서 출판했으며, 현대문명비평서로 소개되었다.

## 내용
루이스는 가이우스와 타티우스가 쓴 <그린 북>에서 언어의 조절 즉, 읽기와 쓰기의 비판적 접근에 대한 부분에 관한 서평을 한다.  그는 저자가 학생들의 가치를 무너뜨리고 있다고 주장하며, 모든 가치를 가진 명제들이 화자의 감정만 전할 뿐 목적물이 없음을 토로한다.  이런 일은 가치가 실질적이고, 감정이 이성적임을 부정함으로 인해, 사람들이 문학작품과 세계에서 실질적 선과 아름다움을 경험하지 못하도록 만든다.  더우기, 도덕적 주체로 항상 살 수 없도록 만든다는 것이다.  그는 플라톤, 아리스토텔레스, 어거스틴의 예를 들어, 교육의 목적은 아이들은 ' 감정을 조절'하는 것이고, 그들이 무엇을 해야하고 선을 사랑하고 악을 미워하도록 훈련시키는 것임을 말한다.  루이스는 이런한 가치들이 전우주적인 것이지만, 절대로, 자동적으로 또는 필연적으로 발생하는 것이 아님을 주장하고 있다.  이런 가치들이 결여된 자들은 지적인 자가 동물적인 사람과 연합된, '가슴이 없는 사람'으로 불릴 것이다.  

### 가슴이 없는 인간: 디스토피아적 미래
루이스는 현대문화가 본성적 가치 즉, 객관적 가치가 이성적 기초 아래서 사라지는 것을 계속 시도하고 있다고 지적한다.